# Mbucuruyá, cuadros de la naturaleza
 Mbucuruyá, cuadros de la naturaleza es una película de Argentina filmada en colores producida en 1991 dirigida por Jorge Acha, quien falleció en 1996 antes de concluirla, pues faltaba agregar el sonido óptico al master. Fue estrenada el 13 de abril de 2006 en Argentina.

## Sinopsis
Dos naturalistas famosos que llegan a la Argentina confrontan con un indígena sus puntos de vista.

## Reparto
- Ariel Kupfer …Alexander von Humboldt
- Patrick Liotta …Aimé Bonpland
- Jorge Diez

## Comentarios
Raúl García en Radar, suplemento de Página 12 escribió:

«Una composición de imágenes que se construye sobre una analogía con los libros de historia natural….Mbucuruyá invita a un viaje fluvial que se interna en la selva, sostenido entre el extraño encuentro entre una prosa científica y otra indígena, plena de mitología. Desplegando el poder del conocimiento europeo, Acha intentó develar la estructura colonialista del mismo»